# Markowa (obwód irkucki)
Markowa (ros. Маркова) – osiedle typu miejskiego w Rosji, w obwodzie irkuckim, w rejonie irkuckim. W 2010 liczyło 9894 mieszkańców.